# Zagórki (Kobylnica)
Zagórki (deutsch Sagerke) ist ein Dorf im Powiat Słupski der polnischen Woiwodschaft Pommern. Zum Schulzenamt gehört das Dorf Zbyszewo.

## Geographische Lage
Zagórki liegt in Hinterpommern, etwa 14 Kilometer südsüdöstlich der Stadt Słupsk (Stolp) und 17 Kilometer östlich der Stadt Sławno (Schlawe).

## Geschichte
Das Rittergut Sagerke war ehemals ein altes Lehen der Familie Boehn, die es bereits vor 1470 in Besitz hatte. Um 1784 gab es dort ein Vorwerk, einen Bauern, zwei Kossäten und zusammen mit dem auf der Feldmark des Dorfs gelegenen Katen, der Fichtenkaten genannt wurde, insgesamt 17 Haushaltungen. Im Jahr 1925 standen im Dorf 28 Wohnhäuser, und es wurden 244 Einwohner gezählt.
Vor 1945 gehörte das Dorf, das 1937 in Brackenberg umbenannt worden war, zum Amtsbezirk Kulsow im Landkreis Stolp, Regierungsbezirk Köslin, der Provinz Pommern. Im Jahr 1939 betrug die Gemeindefläche 972 Hektar, und es wurden 55 Haushaltungen und 237 Einwohner gezählt. Letzter Gutsbesitzer in Brackenberg war Ernst von Boehn († 1965 in Bevensen).
Gegen Ende des Zweiten Weltkriegs wurde Brackenberg am 7. März 1945 von der Roten Armee besetzt und bald drauf unter polnische Verwaltung gestellt. Zwar hatten die Bewohner versucht zu fliehen, doch ihr Treck wurde überrollt, und sie mussten zurückkehren. Anschließend wurden die Bewohner von den Polen nach und nach in Richtung Westen deportiert. Das Dorf wurde von in Zagórki umbenannt. Nach Kriegsende wurden in der Bundesrepublik Deutschland 106 und in der DDR 62 aus Brackenberg vertriebene Dorfbewohner ermittelt.
Nach dem Krieg wurde ein staatlicher Landwirtschaftsbetrieb (Państwowe Gospodarstwo Rolne) errichtet, der Anfang der 1990er Jahre aufgelöst wurde.
Im Jahr 2010 hatte Zagórki 211 Einwohner.

## Persönlichkeiten: Söhne und Töchter des Ortes
- Constantin von Boehn (1856–1931), Gutsherr auf  Kuslow und königlich-preußischer Kammerherr
- Siegfried von Boehn (1865–1945), Gutsherr auf Deutsch Buckow und Mitglied des Deutschen Reichstags